# باشگاه والیبال جاکارتا بهایانگکارا پرسیسی
جاکارتا بهایانگکارا پرسیسی ، یک تیم والیبال حرفه ای اندونزیایی است. این تیم در سال ۲۰۲۲ تاسیس شد. 

## افتخارات

### جام باشگاه‌های آسیا
- نایب قهرمانی: ۲۰۲۳

## بازیکنان سرشناس
- اروین انگابت [۲]
- ژان پتری